# Cuatlimax
Cuatlimax es una localidad de México localizada en el municipio de Tlanchinol en el estado de Hidalgo.

## Geografía
Se encuentra en la región geográfica de la Huasteca hidalguense. Le corresponden las coordenadas geográficas 21° 05’ 49.892” de latitud norte y 98° 39’ 43.997” de longitud oeste, con una altitud de 620 m s. n. m. Cuenta con un clima semicálido húmedo con lluvias todo el año.
En cuanto a fisiografía se encuentra en la provincia de la Sierra Madre Oriental, dentro de la subprovincia de Carso Huasteco; su terreno es de sierra. En lo que respecta a la hidrografía se encuentra posicionado en la región del Pánuco, dentro de la cuenca del río Moctezuma, y en la subcuenca del río San Pedro.

## Demografía
En 2020 registró una población de 671 personas, lo que corresponde al 1.78 % de la población municipal. De los cuales 359 son hombres y 312 son mujeres.
| Gráfica de evolución demográfica de Cuatlimax entre 1900 y 2020                              |
|                                                                                              |
| Población de los censos y conteos del Instituto Nacional de Estadística y Geografía (INEGI). |